# Retrato de Vincenzo Anastagi
El Retrato de Vincenzo Anastagi es una obra del Greco, realizada en 1575 durante su periodo romano. Se exhibe en la Colección Frick de Nueva York desde su adquisición en 1913.
Es un retrato concebido con una intención demasiado moderna para su época. Algunos autores consideran, incluso, que es un antecedente de las obras de Diego Velázquez y Édouard Manet.

## Análisis
El retratado era un caballero de la Orden de Malta, nacido en Perugia en 1531 y nombrado sargento mayor del Castillo Sant'Angelo por el hijo de Gregorio XIII en mayo de 1575. En la obra aparece enfundado en una armadura plateada y vistiendo amplios pantalones de terciopelo verde y medias blancas, mientras que en el suelo se contempla el casco y la firma del pintor en la pared.
La pincelada del Greco es ligeramente empastada en los pantalones, el cortinaje o las paredes, aunque es más detallada en la armadura o la cara del retratado. El pintor manifiesta una versatilidad en su estilo retratístico que recuerda a Tiziano. Mientras tanto, Anastagi transmite su personalidad a través de sus ojos, su gesto y sus brazos.